# Bestuurlijke indeling van de Turks- en Caicoseilanden
De bestuurlijke indeling van de Turks- en Caicoseilanden bestaat uit districten.

## Administratieve districten

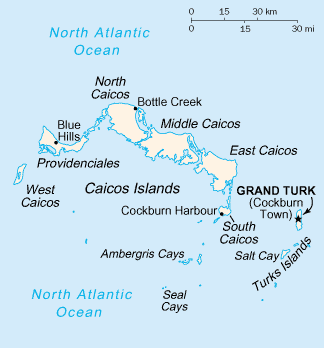
Kaart van de Turks- en Caicoseilanden.

De Turks-en Caicoseilanden zijn onderverdeeld in zes administratieve districten (twee in de Turkseilanden en vier in de Caicoseilanden), en staan onder leiding van districtcommissarissen.
| Nr     | Eilandengroep  | Administratief district       | Hoofdstad        | km²   | Population (schatting 2006) | Kieskringen |
| ------ | -------------- | ----------------------------- | ---------------- | ----- | --------------------------- | ----------- |
| 1      | Caicoseilanden | Providenciales en West Caicos | Blue Hills       | 163.6 | 22642                       | 4           |
| 2      | Caicoseilanden | North Caicos                  | Bottle Creek     | 144.9 | 1895                        | 2           |
| 3      | Caicoseilanden | Middle Caicos                 | Conch Bar        | 144.2 | 468                         | 1           |
| 4      | Caicoseilanden | South Caicos en East Caicos   | Cockburn Harbour | 136.8 | 1579                        | 2           |
| 5      | Turkseilanden  | Grand Turk                    | Cockburn Town    | 17.6  | 5567                        | 4           |
| 6      | Turkseilanden  | Salt Cay                      | Balfour Town     | 9.1   | 186                         | -           |
| Totaal | Totaal         | Totaal                        |                  | 616.3 | 32337                       | 13          |